# Copa Mundial de Béisbol Sub-12 de 2015
La Copa Mundial de Béisbol Sub-12 de 2015 fue la tercera edición de la competición de béisbol oficial para jugadores de 11 y 12 años, organizado por la Confederación Mundial de Béisbol y Sóftbol y que se disputó por cuarta ocasión en la República de China, específicamente, en la ciudad de Tainan, del 23 de julio al 2 de agosto de 2015.

## Emparejamiento
La distribución de las selecciones se realizó de la siguiente manera.
| Grupo A       | Ranking | 2014 |                | Grupo B | Ranking | 2014 |
| ------------- | ------- | ---- | -------------- | ------- | ------- | ---- |
| China Taipéi  | 3       | 4    | Japón          | 1       | 1       |      |
| Corea del Sur | 4       | 8    | Estados Unidos | 2       | 2       |      |
| Cuba          | 5       | 3    | México         | 7       | 12      |      |
| Venezuela     | 6       | 10   | Australia      | 13      | 14      |      |
| Brasil        | 14      | 15   | Nicaragua      | 15      | 16      |      |
| Rusia         | 25      | 32   | Francia        | 26      | 27      |      |

## Formato
Los 12 equipos clasificados fueron divididos en dos grupos de seis equipos cada uno. Se jugó con el sistema de todos contra todos.
Para la segunda ronda los tres mejores de cada grupo clasifican a la Súper ronda; y los tres peores clasifican a la Ronda de consolación. En esta fase, se arrastra los resultados obtenidos entre los tres equipos de cada grupo; y se pasan a disputar partidos contra los equipos del otro grupo, para completar cinco partidos.
Los dos primeros de la Súper ronda disputan la final, y los ubicados en el tercer y cuarto lugar, disputan el tercer lugar.

## Ronda de apertura
Disputado del 24 al 28 de julio de 2015.
- Los horarios corresponden al huso horario de Tainan (UTC +08:00)

### Grupo A
| Equipo        | G | P | Av    | Dif |
| ------------- | - | - | ----- | --- |
| China Taipéi  | 5 | 0 | 1.000 | -   |
| Cuba          | 4 | 1 | 0.800 | 1   |
| Venezuela     | 3 | 2 | 0.600 | 2   |
| Corea del Sur | 2 | 3 | 0.400 | 3   |
| Brasil        | 1 | 4 | 0.200 | 4   |
| Rusia         | 0 | 5 | 0.000 | 5   |

     – Clasificados a la Súper Ronda.

     – Clasificados a la Ronda de consolación.

### Grupo B
| Equipo         | G | P | Av    | Dif |
| -------------- | - | - | ----- | --- |
| Estados Unidos | 5 | 0 | 1.000 | -   |
| Nicaragua      | 4 | 1 | 0.800 | 1   |
| Japón          | 3 | 2 | 0.600 | 2   |
| México         | 2 | 3 | 0.400 | 3   |
| Australia      | 1 | 4 | 0.200 | 4   |
| Francia        | 0 | 5 | 0.000 | 5   |

     – Clasificados a la Súper Ronda.

     – Clasificados a la Ronda de consolación.

## Ronda de consolación
Se disputó del 30 de julio al 1 de agosto de 2015.
| Equipo        | G | P | Av    | Dif |
| ------------- | - | - | ----- | --- |
| México        | 5 | 0 | 1.000 | -   |
| Corea del Sur | 4 | 1 | 0.800 | 1   |
| Brasil        | 3 | 2 | 0.600 | 2   |
| Australia     | 2 | 3 | 0.400 | 3   |
| Francia       | 1 | 4 | 0.200 | 4   |
| Rusia         | 0 | 5 | 0.000 | 5   |

## Súper ronda
Se disputó del 30 de agosto al 1 de agosto de 2015.
| Equipo         | G | P | Av   | Dif |
| -------------- | - | - | ---- | --- |
| China Taipéi   | 4 | 1 | .800 | -   |
| Estados Unidos | 4 | 1 | .800 | -   |
| Nicaragua      | 3 | 2 | .600 | 1   |
| Cuba           | 2 | 3 | .400 | 2   |
| Venezuela      | 2 | 3 | .400 | 2   |
| Japón          | 0 | 5 | .000 | 4   |

     – Jugaron título Mundial.

     – Jugaron por el 3er Puesto.

## Tercer lugar

### Cubavs.Nicaragua
2 de agosto de 2015; Tainan, Taiwán.
| Cuba                                                         | 0 | 0 | 0 | 0 | 0 | 0 | 0 | 5 | 1 |
| Nicaragua                                                    | 0 | 0 | 2 | 0 | 0 | X | 2 | 3 | 0 |
| G: Rostran Emilio; P: Mendoza Arturo; SV: Villareyna Marcel. |   |   |   |   |   |   |   |   |   |
| HR: No hubo.                                                 |   |   |   |   |   |   |   |   |   |

## Final

### Estados Unidosvs.China Taipéi
2 de agosto de 2015; Tainan, Taiwán.
| Estados Unidos                                            | 0 | 0 | 5 | 0 | 1 | 1 | 7 | 10 | 1 |
| China Taipéi                                              | 1 | 1 | 0 | 0 | 0 | 0 | 2 | 4  | 3 |
| G: Kurtz Nicholas; P: Lee Hao - Yu; SV: No hubo           |   |   |   |   |   |   |   |    |   |
| HR: U.S.A - Jack Ryan (1); Davis Diaz (1). ASIST: 11,000. |   |   |   |   |   |   |   |    |   |